# Општина Гвајмас (Сонора)
Гвајмас (шп. Guaymas) општина је у Мексику у савезној држави Сонора. Општина се налази на надморској висини од 9 м.

## Становништво
Према подацима из 2010. у општини је живело 149299 становника.

### Хронологија
| Година       | 2000                   | 2005                   | 2010                   |
| ------------ | ---------------------- | ---------------------- | ---------------------- |
| Становништво | 130329 (64723 / 65606) | 134153 (66598 / 67555) | 149299 (74740 / 74559) |

### Попис
| \| \| м \| \| \| ж \| \| 0—2 \| 4.016 \| \| \| 3.838 \| \| 3—5 \| 4.169 \| \| \| 3.994 \| \| 6—11 \| 8.905 \| \| \| 8.476 \| \| 12—14 \| 4.328 \| \| \| 4.245 \| \| 15—17 \| 4.280 \| \| \| 4.186 \| \| 18—24 \| 8.956 \| \| \| 8.735 \| \| 60+ \| 6.954 \| \| \| 7.414 \| \| Просек : \| 29,7 \| \| \| 30,3 \| |       |  |  |       |
| |       |  |  |       |
| | м     |  |  | ж     |
| 0—2 | 4.016 |  |  | 3.838 |
| 3—5 | 4.169 |  |  | 3.994 |
| 6—11 | 8.905 |  |  | 8.476 |
| 12—14 | 4.328 |  |  | 4.245 |
| 15—17 | 4.280 |  |  | 4.186 |
| 18—24 | 8.956 |  |  | 8.735 |
| 60+ | 6.954 |  |  | 7.414 |
| Просек : | 29,7  |  |  | 30,3  |

| #   | Индикатор                                                                                        | Вредност |
| --- | ------------------------------------------------------------------------------------------------ | -------- |
| 1   | Становништво од 0 до 2 године                                                                    | 7854     |
| 2   | Мушко становништво од 0 до 2 године                                                              | 4016     |
| 3   | Женско становништво од 0 до 2 године                                                             | 3838     |
| 4   | Становништво са 3 и више година                                                                  | 141141   |
| 5   | Мушко становништво са 3 и више година                                                            | 70572    |
| 6   | Женско становништво са 3 и више година                                                           | 70569    |
| 7   | Становништво са 5 и више година                                                                  | 135672   |
| 8   | Мушко становништво са 5 и више година                                                            | 67777    |
| 9   | Женско становништво са 5 и више година                                                           | 67895    |
| 10  | Становништво са 12 и више година                                                                 | 115597   |
| 11  | Мушко становништво са 12 и више година                                                           | 57498    |
| 12  | Женско становништво са 12 и више година                                                          | 58099    |
| 13  | Становништво са 15 и више година                                                                 | 107024   |
| 14  | Мушко становништво са 15 и више година                                                           | 53170    |
| 15  | Женско становништво са 15 и више година                                                          | 53854    |
| 16  | Становништво са 18 и више година                                                                 | 98558    |
| 17  | Мушко становништво са 18 и више година                                                           | 48890    |
| 18  | Женско становништво са 18 и више година                                                          | 49668    |
| 19  | Становништво од 3 до 5 година                                                                    | 8163     |
| 20  | Мушко становништво од 3 до 5 година                                                              | 4169     |
| 21  | Женско становништво од 3 до 5 година                                                             | 3994     |
| 22  | Становништво од 6 до 11 година                                                                   | 17381    |
| 23  | Мушко становништво од 6 до 11 година                                                             | 8905     |
| 24  | Женско становништво од 6 до 11 година                                                            | 8476     |
| 25  | Становништво од 8 до 14 година                                                                   | 20325    |
| 26  | Мушко становништво од 8 до 14 година                                                             | 10361    |
| 27  | Женско становништво од 8 до 14 година                                                            | 9964     |
| 28  | Становништво од 12 до 14 година                                                                  | 8573     |
| 29  | Мушко становништво од 12 до 14 година                                                            | 4328     |
| 30  | Женско становништво од 12 до 14 година                                                           | 4245     |
| 31  | Становништво од 15 до 17 година                                                                  | 8466     |
| 32  | Мушко становништво од 15 до 17 година                                                            | 4280     |
| 33  | Женско становништво од 15 до 17 година                                                           | 4186     |
| 34  | Становништво од 18 до 24 године                                                                  | 17691    |
| 35  | Мушко становништво од 18 до 24 године                                                            | 8956     |
| 36  | Женско становништво од 18 до 24 године                                                           | 8735     |
| 37  | Женско становништво од 15 до 49 година                                                           | 39501    |
| 38  | Становништво са 60 и више година                                                                 | 14368    |
| 39  | Мушко становништво са 60 и више година                                                           | 6954     |
| 40  | Женско становништво са 60 и више година                                                          | 7414     |
| 41  | Однос између мушкараца и жена                                                                    | 100.24   |
| 42  | Становништво од нуле до 14 година                                                                | 41971    |
| 43  | Становништво од 15 до 64 године                                                                  | 97289    |
| 44  | Становништво од 65 година и више                                                                 | 9735     |
| 45  | Просечан број деце                                                                               | 2.29     |
| 46  | Становништво рођено у ентитету                                                                   | 124478   |
| 47  | Мушко становништво рођено у ентитету                                                             | 62174    |
| 48  | Женско становништво рођено у ентитету                                                            | 62304    |
| 49  | Становништво рођено у другом ентитету                                                            | 22940    |
| 50  | Мушко становништво рођено у другом ентитету                                                      | 11518    |
| 51  | Женско становништво рођено у другом ентитету                                                     | 11422    |
| 52  | Становништво од 5 година и више резидентно у ентитету у јуну 2005. године                        | 129303   |
| 53  | Мушко становништво старосног доба од 5 година и више, резидентно у ентитету у јуну 2005. године  | 64319    |
| 54  | Женско становништво старосног доба од 5 и више година, резидентно у ентитету у јуну 2005. године | 64984    |
| 55  | Становништво од 5 година и више које је живело у другом ентитету у јуну 2005. године             | 4225     |
| 56  | Мушко становништво старије од 5 година које је живело у другом ентитету у јуну 2005. године      | 2226     |
| 57  | Женско становништво старије од 5 година које је живело у другом ентитету у јуну 2005. године     | 1999     |
| 58  | Становништво од 3 године и више које говори аутохтони језик                                      | 11794    |
| 59  | Мушко становништво старо 3 године и више које говори аутохтони језик                             | 6120     |
| 60  | Женско становништво старо 3 године и више које говори аутохтони језик                            | 5674     |
| 61  | Становништво од 3 године и више које говори аутохтони језик и не говори шпански језик            | 880      |
| 62  | Мушко становништво старо 3 године и више које говори аутохтони језик и не говори шпански         | 383      |
| 63  | Женско становништво старо 3 године и више које говори аутохтони језик и не говори шпански језик  | 497      |
| 64  | Становништво старо 3 године и више које говори аутохтони језик и шпански                         | 10486    |
| 65  | Мушко становништво старо 3 године и више које говори аутохтони језик и шпански                   | 5514     |
| 66  | Женско становништво старо 3 године и више које говори аутохтони језик и шпански                  | 4972     |
| 67  | Становништво од 5 година и више које говори аутохтони језик                                      | 11394    |
| 68  | Становништво од 5 година и више које говори аутохтони језик и не говори шпански језик            | 763      |
| 69  | Становништво од 5 година и више које говори аутохтони језик и говори шпански језик               | 10221    |
| 70  | Становништво у домородачким домаћинствима                                                        | 17182    |
| 71  | Становништво са ограничењима у активностима                                                      | 7036     |
| 72  | Становништво са ограниченим ходањем или кретањем, горе или доле                                  | 3972     |
| 73  | Становници са ограничењима вида, чак и уз кориштење сочива                                       | 1970     |
| 74  | Становништво са ограничењима говора, комуникације или конверзације                               | 598      |
| 75  | Становништво са ограниченим слухом                                                               | 541      |
| 76  | Становништво са ограничењима при одевању, купању или јелу                                        | 380      |
| 77  | Становништво са ограничењима у опажању или учењу једноставних ствари                             | 347      |
| 78  | Становништво са менталним ограничењима                                                           | 767      |
| 79  | Становништво без ограничења активности                                                           | 141296   |
| 80  | Становништво од 3 до 5 година које не похађа школу                                               | 3991     |
| 81  | Мушко становништво од 3 до 5 година које не похађа школу                                         | 2115     |
| 82  | Женско становништво од 3 до 5 година које не похађа школу                                        | 1876     |
| 83  | Становништво од 6 до 11 година које не похађа школу                                              | 492      |
| 84  | Мушко становништво од 6 до 11 година које не похађа школу                                        | 269      |
| 85  | Женско становништво од 6 до 11 година које не похађа школу                                       | 223      |
| 86  | Становништво од 12 до 14 година које не похађа школу                                             | 608      |
| 87  | Мушко становништво од 12 до 14 година које не похађа школу                                       | 351      |
| 88  | Женско становништво од 12 до 14 година које не похађа школу                                      | 257      |
| 89  | Становништво од 15 до 17 година похађа школу                                                     | 6114     |
| 90  | Мушко становништво од 15 до 17 година похађа школу                                               | 2981     |
| 91  | Женско становништво између 15 и 17 година живота у школи                                         | 3133     |
| 92  | Становништво од 18 до 24 године похађа школу                                                     | 5581     |
| 93  | Мушко становништво од 18 до 24 године похађа школу                                               | 2878     |
| 94  | Женско становништво од 18 до 24 године похађа школу                                              | 2703     |
| 95  | Становништво од 8 до 14 година које не може да чита и пише                                       | 629      |
| 96  | Мушко становништво старосног доба од 8 до 14 година које не може да чита и пише                  | 398      |
| 97  | Женско становништво старосног доби од 8 до 14 година које не може да чита и пише                 | 231      |
| 98  | Становништво од 15 година и више које је неписмено                                               | 3728     |
| 99  | Мушко становништво од 15 година и више које је неписмено                                         | 1823     |
| 100 | Женско становништво од 15 година и више које је неписмено                                        | 1905     |
| 101 | Становништво старо 15 и више година без школовања                                                | 4352     |
| 102 | Мушко становништво старо 15 и више година без школовања                                          | 2245     |
| 103 | Женско становништво старо 15 и више година без школовања                                         | 2107     |
| 104 | Становништво старосног доба 15 и више година са непотпуним основним образовањем                  | 11520    |
| 105 | Мушко становништво старосног доба од 15 година и више са непотпуном основним образовањем         | 5966     |
| 106 | Женско становништво старосног доба 15 и више година са непотпуном основним образовањем           | 5554     |
| 107 | Становништво старо 15 и више година са комплетним основним образовањем                           | 14025    |
| 108 | Мушко становништво старо 15 година и више са комплетним основним образовањем                     | 7022     |
| 109 | Женско становништво старо 15 и више година са комплетним основним образовањем                    | 7003     |
| 110 | Становништво старосног доба 15 и више година са непотпуним средњим образовањем                   | 7014     |
| 111 | Мушко становништво старосног доба од 15 година и више са непотпуним средњим образовањем          | 3839     |
| 112 | Женско становништво старосног доба од 15 година и више са непотпуним средњим образовањем         | 3175     |
| 113 | Становништво старо 15 и више година са пуним секундарном образовањем                             | 25120    |
| 114 | Мушко становништво старосног доба од 15 година и више са пуним секундарном образовањем           | 12626    |
| 115 | Женско становништво старосног доба од 15 година и више са пуним секундарном образовањем          | 12494    |
| 116 | Становништво старије од 18 година са постосновним образовањем                                    | 40073    |
| 117 | Мушко становништво старије од 18 година са постосновним образовањем                              | 19540    |
| 118 | Женско становништво старије од 18 година са постосновним образовањем                             | 20533    |
| 119 | Просечна оцена школовања                                                                         | 9.19     |
| 120 | Просечан ниво образовања мушке популације                                                        | 9.12     |
| 121 | Просечан ниво образовања женског становништва                                                    | 9.25     |
| 122 | Економски активно становништво                                                                   | 61978    |
| 123 | Економски активна мушка популација                                                               | 40914    |
| 124 | Економски активна женска популација                                                              | 21064    |
| 125 | Становништво које није економски активно                                                         | 53109    |
| 126 | Мушко становништво које није економски активно                                                   | 16281    |
| 127 | Женско становништво које није економски активно                                                  | 36828    |
| 128 | Запослено становништво                                                                           | 58475    |
| 129 | Запослено мушко становништво                                                                     | 38255    |
| 130 | Запослено женско становништво                                                                    | 20220    |
| 131 | Незапослена популација                                                                           | 3503     |
| 132 | Незапослена мушка популација                                                                     | 2659     |
| 133 | Незапослена женска популација                                                                    | 844      |
| 134 | Становништво без права на здравствене услуге                                                     | 30306    |
| 135 | Становништво које има право на здравствене услуге                                                | 118432   |
| 136 | Становништво које има право на ИМСС                                                              | 75574    |
| 137 | Становништво које има право на социјално осигурање                                               | 7643     |
| 138 | Становништво које има право на државно социјално осигурање                                       | 4637     |
| 139 | Становништво које има право на опште осигурање или здравствено осигурање за нову генерацију      | 25402    |
| 140 | Становништво које је било једном или није било у браку током 12 година и више                    | 37716    |
| 141 | Венчано или уједињено становништво од 12 година и више                                           | 64011    |
| 142 | Становништво које је било у браку или уједињено 12 година и више                                 | 13560    |
| 143 | Становништво са католичком религијом                                                             | 125432   |
| 144 | Протестанти, еванђелисти и библијски следбеници различити од еванђелиста                         | 13554    |
| 145 | Становништво са другим религијама различитим од претходних                                       | 46       |
| 146 | Становништво без религије                                                                        | 9302     |
| 147 | Укупно пописаних домаћинства                                                                     | 40492    |
| 148 | Пописна домаћинства на челу са мушкарцима                                                        | 30204    |
| 149 | Пописна домаћинства на челу са женама                                                            | 10288    |
| 150 | Становништво у пописним домаћинствима                                                            | 148297   |
| 151 | Становништво у пописним домаћинствима на челу са мушкарцима                                      | 114487   |
| 152 | Становништво у пописним домаћинствима на челу са женама                                          | 33810    |
| 153 | Укупно домаћинстава                                                                              | 53416    |
| 154 | Укупно насељених домаћинстава                                                                    | 40588    |
| 155 | Укупно приватних кућа                                                                            | 53320    |
| 156 | Насељени приватни домови                                                                         | 40492    |
| 157 | Укупно насељених приватних кућа                                                                  | 40579    |
| 158 | Ненасељене приватне куће                                                                         | 8056     |
| 159 | Појединачна домаћинства за привремену употребу                                                   | 4772     |
| 160 | Становници у насељеним приватним кућама                                                          | 148297   |
| 161 | Насељеност станара у приватним становима                                                         | 3.66     |
| 162 | Просечно становника по соби у приватним насељеним домаћинствима                                  | 1        |
| 163 | Појединачна домаћинства са подовима од различитих материјала од земље                            | 36642    |
| 164 | Појединачна домаћинства у приземљу                                                               | 3634     |
| 165 | Појединачна домаћинства са једном спаваћом собом                                                 | 14575    |
| 166 | Појединачна домаћинства са две спаваће собе и више                                               | 25771    |
| 167 | Појединачна домаћинства са једним собом                                                          | 2628     |
| 168 | Појединачна домаћинства са две собе                                                              | 6325     |
| 169 | Појединачна домаћинства са 3 собе и више                                                         | 31358    |
| 170 | Појединачна домаћинства која имају електрично светло                                             | 39393    |
| 171 | Појединачна домаћинства која немају електрично светло                                            | 982      |
| 172 | Појединачна домаћинства која имају водоводну воду у стамбеном простору                           | 37784    |
| 173 | Појединачна домаћинства која немају водоводну воду у стамбеном простору                          | 2510     |
| 174 | Појединачна домаћинства која имају тоалет                                                        | 38636    |
| 175 | Појединачна домаћинства која имају канализацију                                                  | 34528    |
| 176 | Појединачна домаћинства која немају канализацију                                                 | 5750     |
| 177 | Појединачна домаћинства која имају електрично светло, довод воде из јавне мреже и канализацију   | 33089    |
| 178 | Појединачна домаћинства без икаквих услова                                                       | 517      |
| 179 | Појединачна домаћинства која имају радио                                                         | 33438    |
| 180 | Појединачна домаћинства која имају телевизор                                                     | 38527    |
| 181 | Појединачна домаћинства која имају фрижидер                                                      | 36300    |
| 182 | Појединачна домаћинства која имају машину за веш                                                 | 27947    |
| 183 | Појединачна домаћинства која имају аутомобил или комби                                           | 21976    |
| 184 | Појединачна домаћинства која имају рачунар                                                       | 15570    |
| 185 | Појединачна домаћинства која имају фиксну телефонску линију                                      | 17107    |
| 186 | Појединачна домаћинства која имају мобилни телефон                                               | 31593    |
| 187 | Појединачна домаћинства која имају приступ интернету                                             | 11821    |